# واتاگاتاپیتوسبری
«واتاگاتاپیتوسبری» تک‌آهنگی از پیت‌بول، ، لیل جان، است که در سال ۲۰۱۰ میلادی منتشر شد.